# Contea di Knox (Maine)
La contea di Knox, in inglese Knox County, è una contea dello Stato del Maine, negli Stati Uniti. La popolazione al censimento del 2000 era di 39 618 abitanti. Il capoluogo di contea è Rockland.

## Geografia fisica
La contea si trova nella parte meridionale del Maine. L'U.S. Census Bureau certifica che l'estensione della contea è di 2958 km², di cui 948 km² composti da terra e i rimanenti 2010 km² composti di acqua.
La contea si affaccia a sud-ovest sulla baia di Muscongus e a est sulla baia di Penobscot e include diverse isole, tra cui Vinalhaven e Isle au Haut. Il territorio è diviso a metà dal fiume Saint George. La contea ospita parte del parco nazionale di Acadia.

### Contee confinanti
- Contea di Waldo - nord
- Contea di Lincoln - ovest
- Contea di Hancock - nord-est

## Storia
La contea fu istituita nel 1860 e deve il suo nome a Henry Knox. Per creare la contea, furono presi alcuni territori delle contee di Waldo e Lincoln.

## Comuni
- Appleton - town
- Camden - town
- Cushing - town
- Friendship - town
- Hope - town
- Isle au Haut - town
- Isola Matinicus - plantation
- North Haven - town
- Owls Head - town
- Rockland (capoluogo) - city
- Rockport - town
- Saint George - town
- South Thomaston - town
- Thomaston - town
- Union - town
- Vinalhaven - town
- Warren - town
- Washington - town

### Territori
- Criehaven
- Mussel Ridge Islands